# Конде-сюр-л’Эско (кантон)
Конде́-сюр-л’Эско́ (фр. Condé-sur-l'Escaut) — упраздненный кантон во Франции, регион Нор — Па-де-Кале, департамент Нор. Входил в состав округа Валансьен.
В состав кантона входили коммуны (население по данным Национального института статистики за 2011 г.):
- Вик (1 457 чел.)
- Вьё-Конде (10 172 чел.)
- Конде-сюр-л'Эско (9 593 чел.)
- Креспен (4 513 чел.)
- Одоме (916 чел.)
- Сен-Эбер (358 чел.)
- Тивансель (847 чел.)
- Френ-сюр-Эско (7 687 чел.)
- Эрни (4 305 чел.)
- Эскопон (4 227 чел.)

## Экономика
Структура занятости населения:
- сельское хозяйство — 0,7 %
- промышленность — 27,3 %
- строительство — 5,2 %
- торговля, транспорт и сфера услуг — 30,9 %
- государственные и муниципальные службы — 35,9 %

Уровень безработицы (2011) - 21,9 % (Франция в целом - 12,8 %, департамент Нор - 16,3 %). 

Среднегодовой доход на 1 человека, евро (2011) - 16 918 (Франция в целом - 25 140, департамент Нор - 22 405).

## Политика
На президентских выборах 2012 г. жители кантона отдали в 1-м туре 29,7 % голосов Марин Ле Пен против 26,2 % у Франсуа Олланда и 18,85 % у Николя Саркози, во 2-м туре в кантоне победил Олланд, получивший 56,7 % голосов (2007 г. 1 тур: Саркози - 27,0 %, Сеголен Руаяль - 23,1 %; 2 тур: Саркози - 50,8 %). На выборах в Национальное собрание в 2012 г. кантон был разделен на два избирательных округа. Жители коммун, входящих в состав 20-го избирательного округа, поддержали кандидата Коммунистической партии, действующего депутата Алена Боке, отдав ему 41,6 % голосов в 1-м туре и 60,9 % голосов во 2-м туре. Жители коммун, входящих в состав 21-го избирательного округа, в 1-м туре проголосовали за кандидата правых, также действующего депутата Жана-Луи Борлоо, отдав ему 35,3 % голосов, но во 2-м туре в кантоне победил кандидат коммуннистов Фабьен Тьем, набравший 50,7 % голосов. (2007 г. 20-й округ. Ален Боке (ФКП): 1-й тур: - 41,6 %, 2-й тур - 67,2 %. 21-й округ. Жан-Луи Борлоо (Радикальная партия): 1-й тур - 45,7 %). На региональных выборах 2010 года в 1-м туре с большим преимуществом победил список коммунистов, набравший 35,0 % голосов против 19,5 % у Национального фронта, 15,7 % у социалистов и 14,7 % у списка «правых». Во 2-м туре единый «левый список» с участием социалистов, коммунистов и «зелёных» во главе с Президентом регионального совета Нор-Па-де-Кале Даниэлем Першероном получил 52,6 % голосов, Национальный фронт Марин Ле Пен занял второе место с 25,7 %, а «правый» список во главе с сенатором Валери Летар с 21,7 % финишировал третьим.
|  | Кандидат           | Партия                  | % голосов |
|  | ------------------ | ----------------------- | --------- |
|  | Серж Ван дер Оэван | Коммунистическая партия | 57,98     |
|  | Мари-Поль Федерб   | Национальный фронт      | 42,02     |

|  | Кандидат           | Партия                    | % голосов |
|  | ------------------ | ------------------------- | --------- |
|  | Серж Ван дер Оэван | Коммунистическая партия   | 50,61     |
|  | Жак Шнедер         | Союз за народное движение | 49,39     |